# Riacho Dois Rios
O Riacho Dois Rios é um riacho (um pequeno rio) brasileiro que banha o estado da Paraíba.